# Honoré Bonnet
Honoré Bonnet (* 14. November 1919 in Jausiers, Alpes-de-Haute-Provence; † 22. Februar 2005 in Pra-Loup, Alpes-de-Haute-Provence) war ein französischer Skilehrer, Bergführer und Alpinskitrainer. Er betreute zwischen 1959 und 1968 als Cheftrainer die französische Nationalmannschaft und führte in dieser Funktion Athleten wie Jean-Claude Killy oder die Schwestern Marielle und Christine Goitschel zu zahlreichen Erfolgen bei Olympischen Spielen und Weltmeisterschaften. Außerdem gilt er als Mitbegründer des alpinen Skiweltcups.

## Biografie

### Anfänge als Militärausbilder
Honoré Bonnet kam als Sohn eines Hoteliers im Dorf Jausiers im Ubayetal zur Welt. 1939 begann er in Lyon ein Medizinstudium, das er angesichts des Zweiten Weltkrieges aber nicht beendete. Nach dem Waffenstillstand schloss er sich der von der französischen Luftwaffe gegründeten Organisation Jeunesse et Montagne an. Er wurde einer Kaderschule in den Alpen zugewiesen, wo er den Skifahrer James Couttet und den Bergsteiger Lionel Terray kennenlernte. Im Alter von 22 Jahren war Bonnet als Bergführer und Skilehrer für die Groupe de Haute Montagne tätig. Als die Zentren der Jeunesse et Montagne 1943 auf Druck der deutschen Besatzer geschlossen wurden, schloss er sich im Oisans den Maquisards an.
Nach der Befreiung Frankreichs führte Bonnet als angehender Alpenjäger eine Sektion der Ski-Pioniere. Er wurde dem Gebirgsausbildungszentrum der französischen Besatzungstruppen in Österreich zugewiesen und wechselte 1949 von St. Anton am Arlberg als Oberausbilder nach Seefeld. Von dort aus bereiste er die Ostalpen, besuchte deren Skigebiete und sammelte alpinistische Erfahrungen. Nach Auflösung der Ausbildungsstätte ging er 1953 auf eigenen Wunsch an die École militaire de haute montagne in Chamonix.
Während der französische Skisport international kaum wahrgenommen wurde, entwickelte Bonnet in Chamonix seine eigene Trainingsmethode. Nachdem der Präsident des universitären Skivereins Grenoble aerodynamische Analysen zur Findung der idealen Abfahrtshocke durchgeführt hatte, legte Bonnet im Oktober 1956 sein Konzept in schriftlicher Form dar. Zunächst eher belächelt, verdiente er sich Respekt, indem er seine Soldaten, darunter Michel Arpin und Léo Lacroix, zu internationalen Erfolgen bei Militärmeisterschaften führte. Zudem gründete er in Chamonix eine Trainerakademie, die neben Franzosen auch Deutsche, Italiener und Spanier aufnahm, und später nach Val-d’Isère verlegt wurde. Ende des Jahres 1958 verbreitete er unter Experten ein Merkblatt mit seiner Trainingsmethode. Die französische Militärnationalmannschaft leitete er neben seiner Verpflichtung als ziviler Nationaltrainer bis 1967.

### Französischer Nationaltrainer
Im Februar 1959 erlitt Bonnet bei einer Pistenkontrolle eine schwere Verletzung, die ihn vorübergehend bewegungsunfähig machte. Nach einem Vierteljahr der Bettlägerigkeit stellte ihn die Armee auf Halbsold um. Maurice Martel, Vorsitzender der Sportkommission des französischen Skiverbandes, bot Bonnet, beeindruckt von dessen Leistungen als Militärtrainer, den Posten des Direktors oder Trainers der zivilen Nationalmannschaft an. Wieder vollständig genesen, entschied sich der 39-Jährige für letzteren.
Als Cheftrainer der Nationalmannschaft führte Bonnet Frankreich in den folgenden Jahren an die absolute Weltspitze. Bei seinem ersten Großereignis, den Olympischen Winterspielen 1960 in Squaw Valley, gewannen die französischen Skirennläufer einmal Gold (Jean Vuarnet in der Abfahrt) und zweimal Bronze, nachdem sie zuvor sowohl in Oslo als auch in Cortina d’Ampezzo jeweils ohne Medaille geblieben waren. Zudem sicherte sich Guy Périllat im Rahmen der Weltmeisterschaften den Titel in der Kombination. Périllat war es auch, dem 1961 eine Siegesserie gelang, die an Toni Sailer erinnerte. Bei den Heimweltmeisterschaften in Chamonix sorgten Charles Bozon im Slalom und Marielle Goitschel in der Kombination für Goldmedaillen. Zudem gewannen die Franzosen dreimal Silber, mussten sich im Medaillenspiegel aber der übermächtigen österreichischen Mannschaft geschlagen geben. Zwei Jahre später glückte den Franzosen bei den Olympischen Spielen in Innsbruck die Revanche, als sich François Bonlieu im Riesenslalom sowie die Goitschel-Schwestern in Riesenslalom und Slalom jeweils zu Olympiasiegern kürten. Marielle Goitschel verteidigte außerdem ihren Weltmeistertitel in der Kombination.
Im Januar 1966 beschloss Bonnet gemeinsam mit dem Journalisten Serge Lang und dem US-amerikanischen Nationaltrainer Bob Beattie auf der Seidlalm bei Kitzbühel die Gründung des alpinen Skiweltcups. Die im folgenden August ausgetragenen Weltmeisterschaften in Portillo wurden für die französische Mannschaft zum Triumph: Frankreich gewann 16 von 24 Medaillen, darunter sieben von acht in Gold, und überbot damit den in Chamonix von Österreich aufgestellten Rekord (15 Medaillen, davon sechs in Gold). Jean-Claude Killy in Abfahrt und Kombination und Guy Périllat im Riesenslalom sowie Marielle Goitschel in Abfahrt, Riesenslalom und Kombination, und Annie Famose im Slalom sorgten für die Titelgewinne. Einzig im Herrenslalom musste man sich dem Italiener Carlo Senoner geschlagen geben. In der ersten Weltcup-Saison konnten die Franzosen fast nahtlos an diese Erfolge anknüpfen: Jean-Claude Killy, Georges Mauduit und Guy Périllat gewannen zusammen 15 der 17 Rennen, Killy entschied den Gesamtweltcup und alle Disziplinenwertungen für sich. Marielle Goitschel gewann die Abfahrtswertung und teilte sich mit Annie Famose den Sieg in der Slalomwertung. Der Nationencup ging folglich in überlegener Manier an Frankreich. Im folgenden Winter büßte die Mannschaft ihre Dominanz teilweise ein, Killy konnte aber sowohl den Gesamtweltcup als auch die Riesenslalom-Disziplinenwertung verteidigen. Goitschel holte wieder die Slalomwertung, während die junge Isabelle Mir erstmals den Abfahrtsweltcup gewann. Bei den Olympischen Spielen von Grenoble war Frankreich mit viermal Gold, dreimal Silber und einmal Bronze erneut die erfolgreichste Nation. Killy gewann als einziger Athlet nach Toni Sailer alle drei Goldmedaillen, Marielle Goitschel folgte ihrer älteren Schwester Christine als Slalom-Olympiasiegerin nach.
Wie bereits in Grenoble angekündigt, legte Bonnet sein Traineramt am 1. Juli 1968 nieder. Als Grund nannte er mangelnden Enthusiasmus und fehlende Energie. Unter seiner knapp neunjährigen Ägide hatten die französischen Skirennläufer insgesamt 44 Medaillen, davon 17 im Rahmen Olympischer Spiele, gewonnen. Mit dem 48-Jährigen verabschiedeten sich einige Leistungsträger aus der Nationalmannschaft, allen voran Superstar Jean-Claude Killy und die Schwestern Goitschel. Nach einer Reform der Mannschaftsführung traten René Sulpice bei den Herren und Jean Béranger bei den Damen Bonnets Nachfolge an.

### Weitere Karriere
In seiner Jugend galt Honoré Bonnet als versierter Alpinist und Kletterer. Anfang der 1940er Jahre machte er sich in den Dauphiné-Alpen einen Namen innerhalb der Szene, indem er etwa die Nordwestwände von L’Ailefroide und Barre des Écrins, die Südwand von La Meije und die Ostwand der Aiguille Dibona bestieg. Im Laufe seiner Bergsportkarriere erlitt er insgesamt 13 Knochenbrüche. Um den Jahreswechsel 1956/57 war er am Mont Blanc als Bergretter an der erfolglosen Rettungsaktion der beiden Studenten Jean Vincendon und François Henry beteiligt, die landesweit für Aufsehen sorgte. Während er als Trainer Erfolge feierte, machte sich Bonnet auch als Theoretiker einen Namen, veröffentlichte Lehrbücher wie Ski à la Française und wirkte am Film Ski Total von Jacques Ertaud mit. Zudem hielt er Vorträge in Japan und der Sowjetunion und bekam berufliche Angebote aus den Vereinigten Staaten. Direkt im Anschluss an seine Trainerlaufbahn war er zwölf Jahre lang Vorsitzender des von ihm mitbegründeten Skigebiets Pra-Loup nahe seines Heimatdorfes.
Honoré Bonnet starb im Februar 2005 im Alter von 85 Jahren an Herzversagen. Er hinterließ zwei Töchter.

## Stil und Rezeption
Honoré Bonnet, der aufgrund seiner Körpergröße von 160 Zentimetern den Spitznamen „Napoléon“ trug, gilt über die Grenzen Frankreichs hinaus als einer der höchstdekorierten und einflussreichsten Alpinskitrainer aller Zeiten. Bei seinem Rücktritt als Nationaltrainer nannte ihn Jean Bobet in Le Monde die „wahre Lokomotive des französischen Skisports“. Als Trainer verfolgte er einen universellen Ansatz, stand bei den Athleten auf der Piste, interessierte sich darüber hinaus aber auch für Physik, Athletik, Neurologie, Material und Ausrüstung. Er intensivierte die körperliche Vorbereitung seiner Rennläufer und ließ sie neben dem damals bereits üblichen Radfahren eine Mischung aus Handball, Volleyball, Tennis, Bergsteigen und anderen Sportarten trainieren. Wenngleich er die Formung eines Kollektivs in den Vordergrund stellte, war er vielen Athleten freundschaftlich verbunden und hielt den Kontakt auch über den Sommer aufrecht. In seinem 1961 erschienen Text Des hommes… et des techniques betonte er den menschlichen Faktor: 

« Il n’y a pas de skieur-robot: seulement des hommes, avec des particularités et des réactions différentes. »

„Es gibt keinen Ski-Roboter, nur Menschen mit unterschiedlichen Besonderheiten und Reaktionen.“

Nach seinem Tod würdigte Jean-Claude Killy Bonnet in der L’Équipe als Vaterfigur. Er habe über eine „natürliche Autorität“ verfügt und sei mit seinen Mannschaften immer respektvoll umgegangen. Marielle Goitschel nannte ihn einen „außergewöhnlichen Mann“, der immer in der Lage gewesen sei, die richtigen Worte zu finden, und ein Talent besessen habe, den Leuten bei der Überwindung ihrer Fehler zu helfen. Auch Sportminister Jean-François Lamour zollte dem Verstorbenen Tribut.
Zehn Jahre nach seinem Tod benannte die École militaire de haute montagne in Chamonix ihren Exerzierplatz zu Ehren von Honoré Bonnet.

## Auszeichnungen
- Offizier der Ehrenlegion
- Kommandeur des Ordre national du Mérite
- Orden für Verdienste um das Sportwesen
- Médaille d’honneur pour acte de courage et de dévouement
- Prix Pierre Paul Heckly 1961 (Académie des sports)[4]

## Bibliografie
- Des hommes… et des techniques. Syndicat national des moniteurs du ski français, Grenoble 1961.
- mit Gérald Maurois: Ski à la française. Denoël, Paris 1964, 245 S.
- Ski total. Denoël, Paris 1968, 180 S.
- mit Jean-Claude Killy: Le ski. Denoël, Paris 1976, 184 S.